# Kom wat dichterbij
Kom wat dichterbij is een nummer van de Belgische dj en producer Regi samen met de Nederlandse zanger Jake Reese en OT. De single werd uitgebracht op 13 maart 2020, en verscheen in het zesde seizoen van Liefde voor Muziek. Het nummer zelf is origineel van Gene Thomas.
Het nummer staat op Regi's studioalbum Vergeet de tijd, dat uitkwam in mei 2020. Het nummer stond negen weken op nummer 1 in Vlaanderen, daarna tuimelde het naar de tweede plaats, en na het uitbrengen van het album stootte het weer naar de eerste plaats. 
In augustus 2020 won het nummer de Radio 2 Zomerhit. Regi brak ook een record in de Vlaamse Ultratop 50. Met 3
28 weken op 1 in de Vlaamse Ultratop 50 haalde hij het record van Zoutelande. In 2022 mocht Regi nog een award mee naar huis nemen voor de single, namelijk  de MIA voor Hit van het jaar 2020.

## Hitlijsten

### Vlaamse Ultratop 50
| Nummer   | 11 | 2  | 2  | 2  | 2  | 2  | 1  | 1  | 2  | 1  | 2  | 2  | 1  | 1  | 1  | 1   |
| Week:    | 17 | 18 | 19 | 20 | 21 | 22 | 23 | 24 | 25 | 26 | 27 | 28 | 29 | 30 | 31 |     |
| Positie: | 1  | 1  | 2  | 2  | 5  | 3  | 5  | 5  | 6  | 7  | 7  | 12 | 24 | 28 | 49 | uit |